# می‌تونی مال من باشی
«می‌تونی مال من باشی» (به انگلیسی: You Could Be Mine) ترانه‌ای از گروه راک آمریکایی گانز ان روزز و یکی از قطعه‌های پنجمین آلبوم استودیویی آن‌ها با نام از توهمت استفاده کن ۲ است. این قطعه که در ژوئن ۱۹۹۱ و در قالب اولین تک‌آهنگ آن آلبوم منتشر شد، در آمریکا تا ردهٔ بیست و نهم جدول ۱۰۰ آهنگ داغ بیلبورد صعود کرد، در بریتانیا سومین تک‌آهنگ پرفروش روز شد، در اسپانیا و فنلاند در صدر چارت‌های موسیقی قرار گرفت و در ۱۰ کشور دیگر جزو پنج اثر پرفروش روز بود.
این ترانه، ساندترک اصلی فیلم ترمیناتور ۲ به‌کارگردانی جیمز کامرون بوده‌است.

## ویدئو
موزیک ویدئوی این آهنگ توسط اندی موراهان، استن وینستون و جفری ابلسون کارگردانی شده‌است. در این ویدئو اعضای گروه در یک کنسرت پرازدحام در حال اجرای ترانه هستند و همزمان ترمیناتور تی ۸۰۰ (با بازی آرنولد شوارتزنگر) در میان جمعیت دیده می‌شود که به قصد کشتن آن‌ها راهش را از میان جمعیت می‌گشاید و به سِن نزدیک می‌شود. در این میان، تصاویری از فیلم ترمیناتور ۲ هم دیده می‌شود. پس از پایان اجرا و زمانی که اعضای گروه از در پشتی سالن خارج می‌شوند، آرنولد در حالی که شاتگانش را روی شانه گذاشته مقابل آن‌ها ظاهر می‌شود. او چهرهٔ تک‌تک آن‌ها را اسکن می‌کند و به این نتیجه می‌رسد که کشتن‌شان «حرام کردن گلوله» است. در نتیجه با پایین آوردن تفنگش به اکسل رز لبخندی می‌زند و محل را ترک می‌کند.

## دست‌اندرکاران
- اکسل رز - آواز
- اِسلَش - لید گیتار
- داف مک‌کگن - باس
- ایزی استاردلین - ریتم گیتار و بَک وکال
- مت سوروم - درامز